# Romaleon nadaense
Romaleon nadaense is een krabbensoort uit de familie van de Cancridae. De wetenschappelijke naam van de soort is voor het eerst geldig gepubliceerd in 1969 door Sakai.